# 布羅德穆爾 (伊利諾伊州)
布羅德穆爾（英語：Broadmoor）是位於美國伊利諾伊州馬歇爾縣的一個非建制地區。該地的面積和人口皆未知。

## 地理
布羅德穆爾的座標為41°08′44″N 89°37′43″W / 41.14556°N 89.62861°W，而該地的平均海拔高度為236米（即774英尺）。